# SegaSonic Cosmo Fighter Galaxy Patrol
SegaSonic Cosmo Fighter Galaxy Patrol (of SegaSonic Cosmo Fighter) is een arcadespel-achtige attractie uit de Sonic the Hedgehog-franchise.
Net als bij Waku Waku Sonic Patrol Car neemt de speler plaats in een voertuig om het spel te spelen. In het spel bestuurt Sonic the Hedgehog een ruimteschip waarmee hij Dr. Eggman en diens handlangers bevecht. Door Eggman te verslaan krijgt de speler een upgrade voor zijn schip.